# Særskrivning
Særskrivning er det sproglige fænomen at et sammensat ord skrives med mellemrum mellem de ord det består af. Det kan f.eks. være at skrive "sær skrivning" fremfor "særskrivning". En del sammensætninger kræver en bindestreg mellem ordene, og undladelse af at indsætte denne vil ligeledes være særskrivning.
Særskrivning betragtes normalt som en skrivefejl på dansk, men er ganske udbredt blandt både usikre stavere og professionelle skribenter. En fordel ved at indføje mellemrum (eller bindestreg) i sammensatte ord er imidlertid, at det højner læsevenligheden, navnlig for ordblinde.
Fænomenet ses også på norsk og svensk.

## Særskrivning og retskrivning
I dansk retskrivning er stavemåden til dels gjort afhængig af udtalen. Den aktuelle formulering i Retskrivningsordbogen er følgende:
§ 18 (1) I ÉT ORD
Hvis en ordforbindelse udtales med ét hovedtryk (stærkt tryk) på det første led og bitryk (svagere tryk) på det andet, skrives forbindelsen i ét ord.
§ 18 (2) I FLERE ORD
Hvis en ordforbindelse udtales med lige stærkt tryk på begge led, skrives den i to (eller flere) ord.
§ 18 (3) TO UDTALER – TO SKRIVEMÅDER
Undertiden kan en ordforbindelse udtales med forskelligt tryk uden at betydningen ændres. I sådanne tilfælde er det både tilladt at skrive i ét og flere ord.
Selvom særskrivning almindeligvis betragtes som forkert, er det formelt set ikke en fejl i forhold til disse retskrivningsregler. Dels beskæftiger retskrivningsreglerne sig ikke med syntaktiske forhold, så principielt må man frit sætte ord sammen til sætninger, dels har Dansk Sprognævn ikke beføjelse til at diktere den korrekte udtale, og da komposita valgfrit kan udtales med flere hovedtryk eller bitryk, er det formelt set tilladt at skrive komposita i flere ord.
Desuden dikterer retskrivningsreglerne i princippet at mange flere mellemrum burde udelades, da ord kan tabe hovedtryk af mange andre årsager end kompositumdannelse. "Hvismankunskullehave et mellemrumfor hvert hovedtrykskulleman stave sådan her".

## Baggrund for særskrivninger
Særskrivning skyldes en mangelfuld syntaktisk analyse, hvor skribenten fejler i at indse at orddelene samlet set danner ét syntaktisk udeleligt ord. Særskrivning hænger sammen med leksikalisering sådan at veletablerede sammensætninger, som sommerfugl og mælkebøtte, sjældent særskrives, mens uetablerede komposita oftere særskrives.
Særskrivning bruges i nogle tilfælde helt bevidst af designmæssige årsager, da man hurtigere genkender bestanddelene i fx "karry tomat ketchup" end "karrytomatketchup".
En populær forestilling er at særskrivning skyldes engelsk indflydelse (hvilken opfattelse giver anledning til det nederlandske udtryk Engelse ziekte "særskrivningsfejl", ordret "engelsk syge") og mangelfulde ordbøger i fx stavekontroller og mobiltelefoner. Der findes intet videnskabeligt belæg for sådan en sammenhæng, og det er tvivlsomt, at man hos svage stavere skulle kunne finde en sammenhæng mellem særskrivning og beherskelse af engelsk retskrivning eller brugen af stavekontroller.[kilde mangler]
Særskrivning forekommer særligt, når et (eller flere) af ordleddene er et
- fremmedord: fitness center (i stedet for det på dansk korrekte fitness(-)center), rap musik (i st. for rapmusik)
- egennavn: H.C. Andersen museet (i st. for H.C. Andersen-museet), van Gogh mordet (i st. for van Gogh-mordet)
- ciffer eller symbol: 13.14 toget (i st. for 13.14-toget), FN's 2015 mål (i st. for FN's 2015-mål)

Det bliver ekstra problematisk når det første led i sig selv består af flere led:
- science fiction bog (i st. for science fiction-bog), Esbjerg-Struer linjen (i st. for Esbjerg-Struer-linjen), win-win situation (i st. for win-win-situation)

## Eksempler på særskrivning i egennavne
- Carlsberg Byen - jf. Carlsberg-siloen og DGI-byen.
- Da Vinci Mysteriet, en bog- og filmtitel.
- Danmarks National Stadion, et nationalstadion.
- Dansk Oplysnings Forbund - kunne teoretisk set være korrekt stavet, hvis der var tale om ejefald af ordet "oplysning", snarere end om et oplysningsforbund.
- Ældre Sagen - jf. Yngresagen
- Mærsk Tårnet, en del af Panum Instituttet

## Tommelfingerregler
Der findes dog et par enkle tommelfingerregler, man kan bruge, hvis man er i tvivl om, hvorvidt der er tale om et eller flere ord:
1. Man kan sætte udtrykket i bestemt form. Hvis man naturligt kan bruge foranstillet artikel (den, det, de), skal det skrives som to ord, ellers ét:
den cockerspaniel lyder ikke "rigtigt", og følgelig skal ordet skrives i ét, mens den irske setter går udmærket og altså skal skrives som to ord.
2. En anden nyttig regel er at sætte ordet i flertal. Hvis begge ord bliver til flertal, skal det skrives som to ord, mens det skal sammenskrives, hvis kun ord nummer 2 bliver til flertal: 
en hunhund, to hunhunde eller en irsk setter, to irske settere.

## Særskrivning i ældre tid
Inden den seneste retskrivningsreform trådte i kraft, gjaldt andre regler og praksisser for orddeling og -sammensætning i dansk. Goldschmidts selvbiografi fra 1877 hed Livs Erindringer og Resultater, hvilket ofte "moderniseres" som Livserindringer og resultater, skønt meningen snarere er "Livserindringer og -resultater".
Også blandt svenske 1800-talsforfattere kan man finde særskrivninger, der ville regnes som fejl i dag. For eksempel skriver Carl Michael Bellman "brännvins flaska" i stedet for "brännvinsflaska". Det bør dog understreges, at generelle ortografiske normer ikke fandtes på hans tid; der var store individuelle variationer i skriftsproget.
Nils Linder beklagede i en afhandling fra 1886 om problemet med fejlagtige særskrivninger på svensk:
| „ | Tidtals, särskildt på 1870-talet, har särskrifningen drifvits till en beklaglig ytterlighet, så att vanliga och tydliga sammansättningar sönderdelats. Ånnu i senare hälften af 1880-talet får man se sådana orimligheter som "biljett kontor", "filt hatt", "grof smed", "i akt taga", "i akt tagelse", "knapp handel", "lama sjalar", "rak salong", "Stats kontoret", "universitets stad" o. d. | “ |

Mange af de ældre (og formentlig også nyere) særskrivninger skyldes, at man har forvekslet fuge-s med genitiv-s: Således er Livs Erindringer blevet opfattet som "liv-s erindringer, erindringer tilhørende liv(et)", og ikke som "liv-s-erindringer", hvor s'et blot er et bindeelement (fuge).

## Særskrivning på andre sprog end dansk
Særskrivning er et udbredt fænomen i de kontinentale germanske sprogområder (skandinavisk, tysk, hollandsk) som alle har tradition for at danne komplekse komposita.  Engelsk adskiller sig fra f.eks. tysk og de skandinaviske sprog ved at composite nouns (sammensatte navneord) normalt ikke sammenskrives til ét nyt ord. Der findes undtagelser, og britisk og amerikansk sprogbrug er ikke identisk. Blandt de skandinaviske sprog kan det konstateres, at sammensatte egennavne på norsk undertiden skrives med bindestreg, hvor dansk bruger sammenskrivning (eksempelvis staves "Nordirland" på norsk Nord-Irland).
De romanske sprog har andre regler for tryk og orddannelse, og særskrivningsproblematikken er her ukendt. Fx hedder "brugernavn" på italiensk nome utente ("navn bruger"), med tryk på hvert ord. Det kan ses som en variant af et andet gængs udtryk, nome di utente ("brugerens navn"), hvor præpositionen di er udeladt. 
For ikke-indoeuropæiske sprog gælder vidt forskellige regler, alt efter hvordan sammensætninger dannes, hvordan trykket falder, hvorvidt der eksisterer en adskillelse mellem substantiver og adjektiver osv. Det baskiske kulturdepartement hedder Kultura saila på baskisk, der i lighed med mange indoeuropæiske sprog operer med kasusbøjninger for at angive et ords funktion (f.eks. ejefald).
Selv på et kunstsprog som esperanto kan der forekomme særskrivningsfejl. Et eksempel er navnet på kulturfestivalen Kultura Esperanto Festivalo, hvor der efter lærebogen skal være bindestreg mellem de to sidste ord i navnet.